# Bob Shearer
Bob Shearer (Melbourne, 25 mei 1948 – 9 januari 2022) was een Australisch golfprofessional. 

## Carrière
Shearer werd in 1970 professional. Vanaf 1974 speelde hij vijf jaar in Europa. Daarna verhuisde hij met zijn vrouw en twee zonen naar de Verenigde Staten waar hij negen jaar op de Amerikaanse PGA Tour speelde, inclusief vier keer in de Masters en vier keer in het US Open.Tussendoor speelde hij ook op de Australaziatische PGA Tour, waar hij twintig overwinningen behaalde en vier keer de Order of Merit won. Zijn beste resultaat bij de Majors was een 7de plaats bij het Brits Open in 1978.
Daarna begon hij golfbanen te ontwerpen. Hij werkt samen met Roger Davis en Bruce Devlin. Na zijn vijftigste verjaardag speelde hij enkele jaren op de Europese Senior Tour.

### Gewonnen

#### Amateur
- Australisch Amateur Kampioenschap

#### Europese Tour
- 1975: Piccadilly Media, Madrid Open

#### Australaziatische Tour
- 1974: Chrysler Classic, Tasmanian Open, Lakes Open, Order of Merit
- 1975: Westlakes Classic
- 1976: New Zealand Airlines Classic, Chrysler Classic
- 1977: Westlakes Classic, Colgate Champion of Champions, Order of Merit
- 1978: New Zealand Open
- 1980: Coolangatta-Tweed Heads Classic
- 1981: New Zealand Open, Air New Zealand/Shell Open, Order of Merit
- 1982: Australian Open, New South Wales Open, Order of Merit
- 1983: Australian PGA Championship, New South Wales PGA Championship, Victorian Open
- 1984: South Australian Open
- 1985: South West Open
- 1986: Rich River Classic

#### Senior Tour
- 1998: Jersey Seniors Open
- 1999: Philips PFA Golf Classic, Bad Ragaz PGA Seniors Open
- 2001: STC Bovis Lens Lease European Invitational

## Privéleven
Shearer was getrouwd en had twee zoons. Hij overleed op 73-jarige leeftijd aan een hartinfarct.